# Tríptico de Santa Clara
O Tríptico de Santa Clara é um tríptico de pinturas a óleo e têmpera sobre madeira de castanho pintado cerca de 1486 por pintor da época do gótico final de que não se conhece a identidade, foi proveniente do Mosteiro de Santa Clara-a-Velha e encontra-se actualmente no Museu Nacional Machado de Castro.
Para Pedro Dias, tem-se atribuído a um suposto Mestre Ylarius (Hilário), cujo nome e data de 1486 se podem ver na parte de trás dos painéis. Algo está escrito, mas o nome de Hilário parece pouco verosímil. De qualquer modo, esta obra representa a adaptação de fórmulas nórdicas, flamengas e alemãs, à tradição ibérica, sendo o resultado excelente. O seu Autor estava também liberto da tutela de Nuno Gonçalves, fazendo aparecer a paisagem e dando grande importância ao tratamento dos elementos naturais.
O Tríptico de Santa Clara apresenta qualidades pictóricas e de composição pouco frequentes no panorama da pintura portuguesa do século XV. Revela clara influência da pintura castelhana contemporânea, conjugada com características da pintura flamenga como, por exemplo, o tratamento perspectivado dos fundos e o desenho dos edifícios, estando o conjunto iconográfico unificado em torno da temática eucarística.
Ainda segundo Pedro Dias, o Tríptico de Santa Clara atinge dimensões invulgares e também um nível fora do comum podendo considerar-se o ponto de partida de uma grande e produtiva oficina que durante um século dominou o panorama pictórico de Coimbra, sendo, depois dos painéis de S. Vicente de Fora, a mais importante pintura portuguesa do século XV.  

## Descrição
O Tríptico de Santa Clara é constituído por três painéis, uma predela e uma moldura de estilo gótico flamejante que se julga ser contemporânea das pinturas. O tema principal surge no painel central do Tríptico, onde está representado o episódio mais conhecido da vida de Santa Clara, a expulsão dos Muçulmanos da cidade de Assis através da exibição da Custódia com a hóstia consagrada, o que é designado pelo Milagre da Custódia.
O tema consta do painel lateral esquerdo, Cristo no Horto, na representação miniatural da Crucificação inscrita na hóstia contida no cálice. E consta simbolicamente no painel direito, na Lamentação, o momento imediatamente anterior à Ressurreição de Cristo que desse modo se transformará para os crentes no Pão da Vida. Finalmente a Predela, onde estão alinhados em nichos Cristo e os Apóstolos, conclui a evocação da custódia e da hóstia sagrada. A disposição em linha dos bustos relembra as ceias medievais, com as figuras representadas frontalmente.
É assim um conjunto com uma temática essencialmente eucarística, pintado para um mosteiro da invocação de Santa Clara de Assis, sendo compreensível que o tema central correspondesse a um episódio fulcral da sua santidade.

### Painel esquerdo -Cristo no Horto
Cristo no Horto é o painel esquerdo do Tríptico de Santa Clara, mede 228 cm de altura e 99 cm de largura e representa o episódio bíblico da Agonia no Getsêmani. Nos dois painéis laterais do Tríptico estão representadas cenas da Paixão de Cristo sendo que neste está representado um primeiro passo desse ciclo.
Em segundo plano, ao centro, Jesus Cristo reza junto a um pequeno morro, com a visão do cálice, em cuja hóstia está representada a Crucificação. Em primeiro plano estão três apóstolos adormecidos. Num plano mais afastado, à direita, Judas e soldados aproximam-se do horto onde Cristo se encontra que é delimitado por um portão com alpendre. Ao fundo perspectiva-se a cidade de Jerusalém.

### Painel central -Santa Clara e o Milagre da Custódia
Santa Clara e o Milagre da Custódia, pintura em duas tábuas, é o painel central do Tríptico de Santa Clara, mede 239 cm de altura e 99 cm de largura e representa a libertação da cidade de Assis por Santa Clara.
Em primeiro plano do lado direito, Santa Clara, envergando o hábito franciscano, segura com a mão esquerda o báculo e sustenta com a direita uma custódia com que expulsa os muçulmanos que se afastam, no lado esquerdo, da cidade de Assis que ocupa quase todo o fundo.
Sendo a cor um elemento essencial deste Tríptico, salientam-se os vermelhos dos três painéis que formam uma meia-lua que orienta o olhar do observador para o tema central: a custódia. O conjunto apresenta qualidades plásticas e de composição pouco frequentes no panorama da pintura portuguesa da época, à excepção das obras de Nuno Gonçalves.
No painel central narra-se o principal episódio da lenda da patrona do Convento de Santa Clara, em que Cristo ressuscitado, consubstanciado na hóstia, afugenta os infiéis.

### Painel direito -Lamentação de Cristo
A Lamentação de Cristo, pintura em duas tábuas, é o painel direito do Tríptico de Santa Clara, mede 229 cm de altura e 98,2 cm de largura e representa o episódio muito tratado na arte cristã a partir da Alta Idade Média após o corpo de Jesus ser retirado da cruz ter sido velado pela sua Mãe e amigos.
Em primeiro plano, numa primeira diagonal para a direita, Maria Madalena está ajoelhada e inclinada sobre os pés de Cristo, lavando-os com as lágrimas e enxugando-os com os cabelos. Cristo, na segunda diagonal, jaz morto sobre a mortalha. No plano seguinte, no início de outra diagonal, está José de Arimateia que segura o busto de Cristo e cujos ombros são envolvidos pela ponta da mortalha. A seguir está a Virgem Maria, de mãos postas, que é amparada por S. João Evangelista. Em plano recuado vê-se um morro que tem na base a gruta simbolizando o Santo Sepulcro e em fundo a imagem de Jerusalém. 

### Predela -Cristo e os Apóstolos
A predela do Tríptico de Santa Clara, constituída por quatro tábuas de madeira de castanho, dispostas horizontalmente, mede 57 cm de altura e 339 cm de largura e representa a Última Ceia.
Na parte da frente está dividida pela moldura em seis compartimentos e tem representados os bustos dos Apóstolos agrupados dois a dois, excepto no terceiro compartimento do lado esquerdo, onde Cristo está representado entre S. João, no lado esquerdo, e S. Tiago, este do lado direito, identificados o primeiro pelo rosto jovem e imberbe com longos cabelos, e o segundo pela vieira cozida no capuz. Para além destes dois, nenhum dos outros Apóstolos está identificado. No entanto, por ser o mais afastado, pela carnação mais escura e pelo olhar consegue-se identificar Judas Iscariotes, na extremidade direita da pintura.
Na predela Cristo e os Apóstolos assistimos ao momento-chave da simbologia do Tríptico: a Ceia.
Na tradição judaico-cristã, a Última Ceia é o momento do anúncio da Ressurreição. Nesta pintura, Cristo chora de forma quase imperceptível e, apesar de só João e Tiago serem identificáveis pelos atributos, há um olhar profundo vindo do extremo direito da mesa que capta a visão do observador: o olhar de Judas.

## Apreciação
Para Vergílio Correia (1934), o Tríptico de Santa Clara bem como um frontal de linho que estão no Museu Nacional Machado de Castro são o que de mais notável no género há fora de Lisboa. O Tríptico é uma obra magnífica de 3 corpos e predela corrida independente. A parte superior dos corpos e a predela estão revestidas de uma graciosa talha com ornatos flamejantes que fingem de portas sobre as pinturas.
Anda para este historiador de arte, as composições dos painéis laterais, especialmente a da Lamentação de Cristo são puramente nórdicas, parecendo que no arranjo das figuras o Autor seguiu uma gravura alemã, ainda que o sentimento geral Seja neerlandês, próximo de Weyden, mais do que de Bouts. Já o painel central, ainda que de influência flamenga, é mais ibérico, porque o Autor criou, não se limitando a copiar um assunto inúmeras vezes reproduzido. Santa Clara, vestida com o seu pesado hábito pardo, sai do convento empunhando uma custódia dourada e com a outra mão segurando o báculo de abadessa, e à sua vista os infiéis abandonam o local. As posições dos dois infiéis que estão totalmente representados, um caído e o outro voltando a cabeça para trás, são manifestações de um enérgico temperamento artístico, educado no ambiente da escola leonesa em que Fernando Gallego ocupou o primeiro lugar.
A representação de figuras realistas revela-se nitidamente também na série de bustos de Apóstolos da predela. As cabeças viris desprovidas de auréolas, destacando-se sobre um fundo verde de tonalidade de veludo velho, são quase tão fortes como os dos painéis de S. Vicente, diminuidas por se encontrarem isoladas e pela não intenção de retrato.
Ainda segundo Vergílio Correia, a aproximação deste belo Tríptico de Santa Clara à obra de Fernando Gallego, que se deve ao professor Diogo Angulo, parece justificada. Seria o seu Autor um português que tivesse passado por Ciudad Rodrigo, Salamanca ou Zamora? É possível, mas não há qualquer certeza porque se ignora quase tudo sobre o Autor. No reverso dos 3 painéis encontram-se escritas a giz branco e vermelho em cursivo da segunda metade do século XV inscrições dificilmente reconstituíveis, nas quais se repete o nome Ylarius e parece ler-se a data de 1486, que é perfeitamente adequada à época da sua criação, ou seja, o último terço do Século XV.
Já para Reynaldo dos Santos, o Tríptico de Santa Clara, conservado ainda hoje na sua moldura gótica original, é uma das raras obras do final do século XV que estabelece a ligação entre a escola de Nuno Gonçalves, de que já não mostra influência, e a pintura peninsular, à qual o ligam certas afinidades de desenho, carácter e tonalidade. O painel direito representando a Lamentação de Cristo é, pela composição maneirista das cabeças e dos cabelos, um dos aspectos mais interessantes do Tríptico que chegou a ser atribuído sem razão a Fernando Gallego.
Numa apreciação mais recente, a historiadora Virgínia Gomes considera improvável que o Tríptico tenha sido obra de Fernando Gallego pois pela observação da obra deste pintor, nomeadamente do Retábulo da Catedral de Zamora (actualmente quase todo exposto na Igreja Matriz de Arcenillas), considera a obra de Gallego de maior qualidade técnica e estética que a do Tríptico. Na pintura de Gallego o desenho é fluído e menos anguloso; sobrepõe de diferente modo as velaturas, tornando-as mais transparentes e harmoniosas; recorre com frequência à folha de ouro para grandes áreas de composição; usa cores claras, onde inclui os rosas e verdes claros com abundância; as figuras relacionam-se de forma harmoniosa com as anatomias, comparativamente ao que se verifica no Tríptico.:189

## Tríptico ou Políptico?

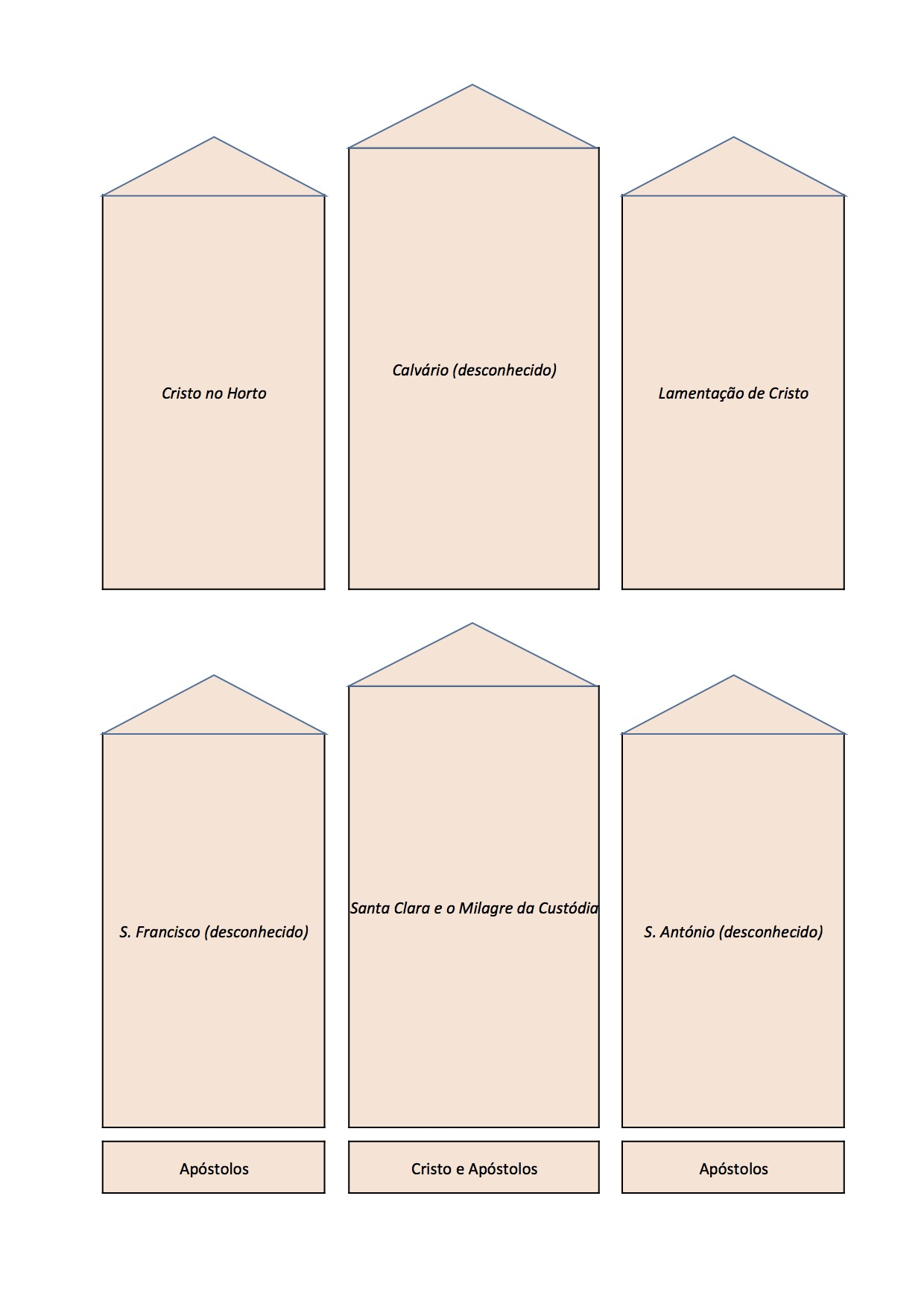
Reconstituição do Políptico de Santa Clara segundo Fernando B. Pereira

O historiador de arte Fernando Baptista Pereira, corroborado por outros autores, e também contraditado por Macedo (2006), coloca em causa a integridade do conjunto original, considerando que numa instituição franciscana como o Mosteiro de Santa Clara-a-Velha seria implausível que um políptico com pinturas da dimensão das que chegaram até ao presente não incluísse a imagem do seu fundador, pelo que considera que o Tríptico será apenas uma parte do conjunto pictórico de que terá feito parte. Assim considera que o Políptico deveria conter duas fiadas de pinturas (imagem ao lado) e, numa inferior, lateralmente ao Milagre da Custódia deveria ter dois painéis, um com a imagem de S. Francisco e o outro com a de S. António, o fundador e um dos doutores da ordem. E numa segunda fiada superior de pinturas deveria ter um Calvário como painel central (desaparecido) que seria ladeado pelos sobreviventes Cristo no Horto e Lamentação.
Para Virgínia Gomes tal reconstituição seria viável de considerar atendendo ao pé-direito do altar-mor da Igreja do Mosteiro de Santa Clara-a-Velha, mas a ausência dos painéis e a sua documentação, não a permite assegurar, adiantando ainda que a iconografia do Tríptico se apresenta completa sendo um programa eucarístico coerente. Mas levanta duas outras questões. Uma tem a ver com alterações estruturais e técnica de suporte diferentes na predela e nos painéis superiores; outra com a colocação descentrada da predela em que está Jesus em relação ao painéis superiores. Questões que aguardam esclarecimento com investigações futuras.